# Staying Alive
Pour l’article ayant un titre homophone, voir Stayin' Alive.
Série
La Fièvre du samedi soir
(1977)
Pour plus de détails, voir Fiche technique et Distribution.
Staying Alive est un film américain réalisé par Sylvester Stallone et sorti en 1983. C'est la suite de La Fièvre du samedi soir (Saturday Night Fever, 1977). Le titre du film est tiré de la chanson Stayin' Alive des Bee Gees, enregistrée pour le premier film.
Contrairement à son prédécesseur, Staying Alive reçoit des critiques globalement négatives dans la presse. Il rencontre malgré tout le succès auprès du public.

## Synopsis
Six ans plus tard, Tony Manero a quitté Brooklyn et s'est installé à Manhattan. Il y enseigne la danse, mais travaille également comme serveur dans une boîte de nuit. Alors que son quartier d'origine le rattrape et l'empêche de décrocher des emplois plus stables, une très belle occasion se présente à lui : devenir danseur sur une scène à Broadway. Il relève le défi...

## Fiche technique
Sauf indication contraire, les informations mentionnées dans cette section peuvent être confirmées par la base de données cinématographiques IMDb,  présente dans la section « Liens externes ».
- Titre original et français : Staying Alive
- Réalisation : Sylvester Stallone
- Scénario : Sylvester Stallone et Norman Wexler
- Musique : Johnny Mandel
- Photographie : Nick McLean (en)
- Montage : Mark Warner et Don Zimmerman
- Décors : Robert F. Boyle
- Costumes : Tom Bronson et Bob Mackie
- Production : Sylvester Stallone, Robert Stigwood, Linda Horner et Bill Oakes
- Société de production : Paramount Pictures, RSO Records et Cinema Group Ventures
- Distribution : Paramount Pictures (États-Unis), United International Pictures (France)
- Pays de production :  États-Unis
- Budget : 22 millions de dollars[1]
- Format : Couleurs - 1,85:1 - 35 mm - son Dolby
- Genre : comédie dramatique et film de danse
- Durée : 96 minutes
- Dates de sortie : 
  - États-Unis : 11 juillet 1983 (première), 15 juillet 1983 (sortie nationale)
  - France : 12 octobre 1983

## Distribution
- John Travolta (VF : Philippe Ogouz) : Tony Manero
- Cynthia Rhodes (VF : Sylvie Feit) : Jackie
- Finola Hughes (VF : Francine Lainé) : Laura
- Steve Inwood (en) (VF : Claude Giraud) : Jesse
- Julie Bovasso (VF : Paule Emanuele) : Mme Manero
- Charles Ward (VF : Marc François) : Butler
- Frank Stallone : Carl, guitariste du groupe
- Norma Donaldson (en) (VF : Julia Dancourt) : Fatima
- Jesse Doran : Mark
- Joyce Hyser : Linda
- Deborah Jenssen : Margaret
- Robert Martini : Fred
- Sarah M. Miles : Joy
- Cindy Perlman : Cathy
- Kurtwood Smith : le chorégraphe
- Tony Munafo : le portier
- Sylvester Stallone : l'homme de la rue (caméo)
- Richie Sambora : un musicien du groupe (caméo)

## Production

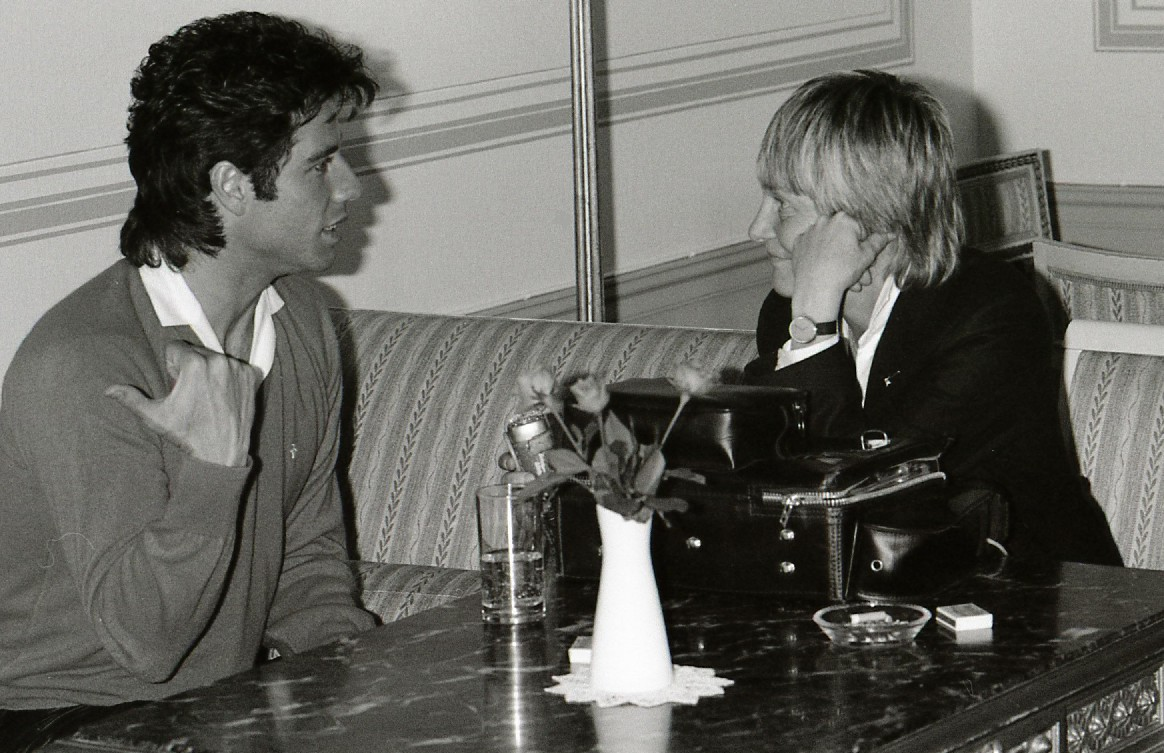
La journaliste en pleine interview de John Travolta à propos du film Stayin' Alive, en septembre 1983.

C'est John Travolta qui suggère au producteur Robert Stigwood d'engager Sylvester Stallone comme réalisateur après avoir vu Rocky 3 (1982). Alors que Nik Cohn avait écrit un scénario pour cette suite, Sylvester Stallone en réécrit un autre lorsqu'il arrive sur le projet.
Donna Pescow, qui interprétait Annette dans le premier film, apparait dans la scène des débuts de Tony à Broadway. La scène a cependant été coupée au montage.
Paramount Pictures voulait que Sylvester Stallone, en plus de réaliser le film, incarne également le metteur en scène de Broadway. Mais ce dernier refuse. Il ne fait qu'une petite apparition dans le rôle d'un homme dans la rue.environs a 20 min du début du film
Le tournage a lieu de janvier à mars 1983. Il se déroule à New York (Manhattan, Central Park, CBGB, Théâtre Ethel Barrymore, East Village) et Los Angeles (Philharmonic Auditorium, Orpheum Theatre, ...).

## Bande originale
Albums de Bee Gees
Living Eyes
(1981) ESP
(1987)
Singles
1. The Woman in You
Sortie : mai 1983
2. Someone Belonging to Someone
Sortie : juillet 1983
3. Far from Over
Sortie : juillet 1983 [4]
4. Look Out for Number One
Sortie : 1983
5. I'm Never Gonna Give You Up
Sortie : décembre 1983[5]

Tout comme le premier film, la bande originale est majoritairement composée de chansons des Bee Gees. Le trio enregistre cinq nouveaux titres. Frank Stallone, frère de l'acteur-réalisateur, interprète quant à lui plusieurs titres dont Far from Over, sorti en single comme quatre autres extraits de l'album.
| 1. | The Woman in You (en)             | Barry Gibb, Maurice Gibb, Robin Gibb | Bee Gees | 4:04 |
| 2. | I Love You Too Much               | Barry Gibb, Maurice Gibb, Robin Gibb | Bee Gees | 4:27 |
| 3. | Breakout                          | Barry Gibb, Maurice Gibb, Robin Gibb | Bee Gees | 4:46 |
| 4. | Someone Belonging to Someone (en) | Barry Gibb, Maurice Gibb, Robin Gibb | Bee Gees | 4:26 |
| 5. | Life Goes On                      | Barry Gibb, Maurice Gibb, Robin Gibb | Bee Gees | 4:26 |
| 6. | Stayin' Alive (edited version)    | Barry Gibb, Maurice Gibb, Robin Gibb | Bee Gees | 1:33 |

| 7.  | Far from Over                   | Frank Stallone, Vince DiCola               | Frank Stallone                  | 3:56 |
| 8.  | Look Out for Number One         | Bruce Stephen Foster, Tom Marolda          | Tommy Faragher                  | 3:20 |
| 9.  | Finding Out the Hard Way        | Frank Stallone, Roy Freeland               | Cynthia Rhodes                  | 3:33 |
| 10. | Moody Girl                      | Frank Stallone, Vince DiCola, Joe Esposito | Frank Stallone                  | 4:08 |
| 11. | (We Dance) So Close to the Fire | Randy Bishop, Tommy Faragher               | Tommy Faragher                  | 3:45 |
| 12. | I'm Never Gonna Give You Up     | Frank Stallone, Vince DiCola, Joe Esposito | Frank Stallone & Cynthia Rhodes | 3:30 |

## Sortie et accueil

### Critique
Le film reçoit des critiques très négatives dans la presse à sa sortie. Sur l'agrégateur américain Rotten Tomatoes, il récolte 0% d'opinions favorables pour 28 critiques compilées. Le consensus suivant résume les critiques compilées par le site : « Cette suite de Saturday Night Fever est scandaleusement embarrassante et inutile, échangeant la profondeur dramatique de l'original contre une série de séquences de danse sans inspiration ». Sur Metacritic, il obtient une note moyenne de 23⁄100 pour 7 critiques.
Le célèbre critique américain Roger Ebert classe le film dans sa liste des longs métrages qu'il déteste le plus. En 2005, le film fait partie de l'ouvrage The Official Razzie Movie Guide de John J. B. Wilson (en) (fondateur des Razzie Awards) comme l'un des « 100 films les plus agréablement mauvais jamais réalisés. » En 2006, le magazine américain Entertainment Weekly classe Staying Alive à la première place du classement des 25 pires suites,.
Le film s'inscrit à l'époque où le Fitness arrive en force dans les années 1980 venant d'Amérique à l'instar de l'émission Gym Tonic à partir de 1982, ce film est jugé amusant par Nanarland.com et surtout durant la 1ère moitié des années 1980, en surfant sur cette mode, suivront les films Flashdance, Going Berserk, Heavenly Bodies, Private Resort et enfin le Perfect (film) sortit cette même année 1985.

### Box-office
Malgré des critiques presse désastreuses, le film connait le succès auprès du public. Produit pour 22 millions de dollars, il enregistre plus de 122 millions de dollars au box-office. Il totalise plus de 60 millions de dollars rien qu'aux Etats-Unis (8e meilleur film du box-office nord-américain de 1983). En France, il dépasse 1,5 million d'entrée (27e meilleur résultat du box-office France 1983)
| Pays ou région    | Box-office        | Date d'arrêt du box-office | Nombre de semaines |
| ----------------- | ----------------- | -------------------------- | ------------------ |
| États-Unis Canada | 64 892 670 $      | 29 septembre 1983          | 11                 |
| France            | 1 518 511 entrées |                            | -                  |
| Total mondial     | 127 592 670 $     | -                          | -                  |

## Distinctions
- Golden Globes 1984 : nomination au Golden Globe de la meilleure chanson originale pour Far from Over (Frank Stallone et Vince DiCola)[15]
- Grammy Awards 1984 : nomination au Grammy Award de la meilleure bande originale de film
- Razzie Awards 1984 : nomination au prix du plus mauvais acteur (John Travolta), de la pire nouvelle star (Finola Hughes) et du plus mauvais second rôle féminin (Finola Hughes)
- Young Artist Awards 1984 : nomination au prix du meilleur film familial catégorie comédie et musical